# サンドーム西駅
サンドーム西駅（サンドームにしえき）は、福井県鯖江市舟津町にある、福井鉄道福武線の駅である。駅番号はF4。

## 歴史

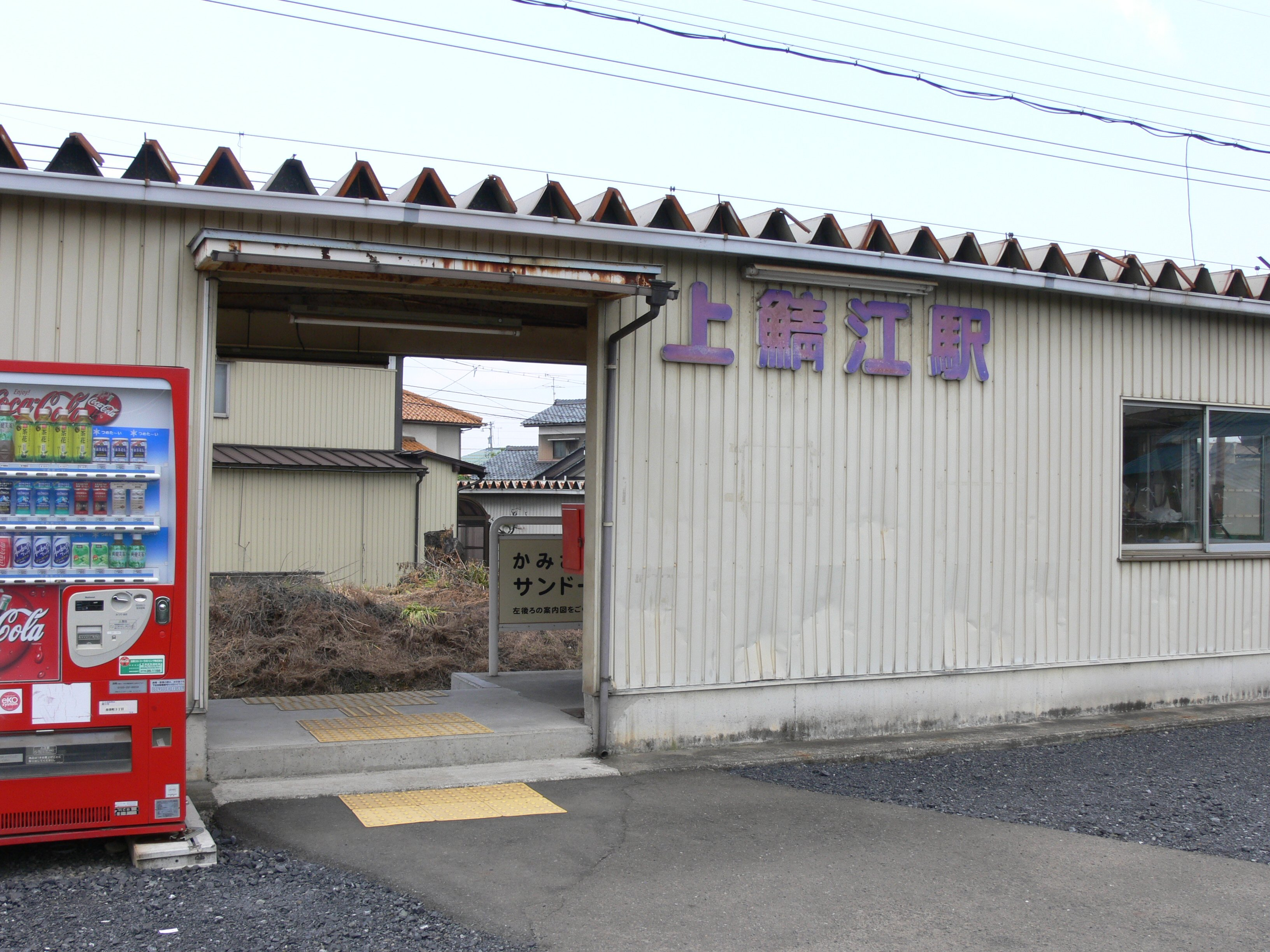
駅名改称前の駅舎（2009年6月）

- 1929年（昭和4年）8月13日：福武電気鉄道の上鯖江駅（かみさばええき）として開業[1][2][4]。
- 1945年（昭和20年）8月1日：福井鉄道の設立に伴い、同社の福武線の駅となる[4]。
- 1990年（平成2年）
  - 4月18日：駅舎改築。
  - 5月1日：無人化[1]。
- 2009年（平成21年）4月11日：副名称「サンドーム」を制定。
- 2010年（平成22年）3月25日：駅名をサンドーム西駅に改称[3][5]。

## 駅構造
単式ホーム1面1線を有する地上駅で無人駅である。かつては相対式ホーム2面2線で列車交換が可能であったが、下り線が撤去され旧ホームが残っている。

## 利用状況
「鯖江市統計書」によると、1日平均の乗車人員は以下の通りである。
| 乗車人員推移 | 乗車人員推移 |
| 年度         | 1日平均人数  |
| ------------ | ------------ |
| 2001年       | 79           |
| 2002年       | 70           |
| 2003年       | 63           |
| 2004年       | 64           |
| 2005年       | 54           |
| 2006年       |              |
| 2007年       | 52           |
| 2008年       |              |
| 2009年       |              |
| 2010年       | 66           |
| 2011年       | 66           |
| 2012年       | 71           |
| 2013年       | 81           |
| 2014年       | 86           |
| 2015年       | 90           |
| 2016年       | 92           |
| 2017年       | 84           |
| 2018年       | 81           |
| 2019年       | 75           |

## 駅周辺
周辺には住宅地が広がっている。
- 福井県産業振興施設（サンドーム福井）- 当駅より徒歩約20分[2]。
- 福井県立鯖江高等学校
- 萬慶寺

## 隣の駅
福井鉄道
■福武線
■急行・■臨時急行
通過
■区間急行・■普通
家久駅 (F3) - サンドーム西駅 (F4) - 西鯖江駅 (F5)